# Brachymasicera
Brachymasicera är ett släkte av tvåvingar. Brachymasicera ingår i familjen parasitflugor.
Kladogram enligt Catalogue of Life:
| Brachymasicera | \| \| Brachymasicera nigripes \| \| \| \| \| \| Brachymasicera polita \| \| \| \| \| \| Brachymasicera subpolita \| \| \| \| |
|                | \| \| Brachymasicera nigripes \| \| \| \| \| \| Brachymasicera polita \| \| \| \| \| \| Brachymasicera subpolita \| \| \| \| |
|                | Brachymasicera nigripes |
|                | |
|                | Brachymasicera polita |
|                | |
|                | Brachymasicera subpolita |
|                | |